# Herdle
Das Herdle ist ein mit Verordnung vom 26. März 1990 des Regierungspräsidiums Tübingen ausgewiesenes Naturschutzgebiet (NSG-Nummer 4.165) im Norden der Gemeinde Neufra im baden-württembergischen Landkreis Sigmaringen in Deutschland.

## Beschreibung
Beschrieben wird das Herdle als „wertvolle, durch den Wechsel von Heckenzeilen, Feldgehölzen, Halbtrockenrasen, Saumgesellschaften und dazwischenliegenden landwirtschaftlichen Flächen geprägte Heckenlandschaft.“

## Lage
Das rund 64 Hektar große Naturschutzgebiet Herdle gehört naturräumlich zur Mittleren Kuppenalb. Es liegt etwa anderthalb Kilometer nördlich der Neufraer Ortsmitte, auf einer Hochebene zwischen dem Fehlatal und dem Laucherttal, östlich der Bundesstraße 32, auf einer Höhe von etwa 745 m ü. NN.

## Schutzzweck
Wesentlicher Schutzzweck des Naturschutzgebiets Herdle ist die Erhaltung und Förderung
- der durch Niederhecken, Hochhecken und Baumhecken geprägten, für die Schwäbische Alb typischen Kulturlandschaft als Brut-, Nahrungs- und Rastbiotop für an solche Heckenlandschaften gebundene Tierarten
- einer artenreichen von unterschiedlichen Trockenstufen bestimmten Wiesenvegetation als Lebensraum für zahlreiche gefährdete und geschützte und auf Nährstoffarmut angewiesene Pflanzenarten
- von den unterschiedlichen Heckentypen mit ihrer vielfältigen Artenzusammensetzung, insbesondere ihrem Bestand an gefährdeten Wildrosenarten
- der unbewaldeten Trockentäler als erdgeschichtliche Dokumente
- der Schönheit der Eigenart der reichstrukturierten Landschaft, geprägt durch den Wechsel von offenen Wiesenflächen und Heckenzeilen bzw. Feldgehölzen
- von Maßnahmen, die zur ökologischen Optimierung des Gebietes beitragen.[1]

### Partnerschutzgebiete
Das Herdle ist Teil sowohl des FFH-Gebiets „Gebiete um das Laucherttal“ (7821341) als auch des Naturparks Obere Donau.

## Flora und Fauna

### Fauna
In den Wiesen des Herdle wurden 14 Heuschreckenarten entdeckt. Vier dieser Arten sind gefährdet, eine vom Aussterben bedroht. Auch Tagfalter und Widderchen sind mit insgesamt über fünfzig Arten im Schutzgebiet ungewöhnlich reich vertreten.